# Bundesstraße 312
Die Bundesstraße 312 (Abkürzung: B 312) verbindet die A 8 beim Flughafen Stuttgart mit der A 7 bei Memmingen.
Bis 31. März 2023 begann die Bundesstraße nördlich der Startbahn, unterquerte diese. Seit 1. April 2023  endet die Straße  schon im Norden von Filderstadt-Bernhausen am Beginn der Nordwest-Umfahrung, da der B 312-Abschnitt durch den Ortskern von Bernhausen und über freies Feld bis zur B 27-AS Filderstadt-Ost bei Bonlanden als eine Ausgleichsmaßnahme für die Aufstufung der Landesstraße 1115 zur Bundesstraße 328 zu einer Landesstraße herabgestuft wurde.
Ab Filderstadt-Bonlanden verläuft die B 312 ein kleines Stück gemeinsam mit der B 27 bis kurz vor der Ausfahrt Aichtal-Aich Nord. Bei Metzingen vereinigt sie sich mit den Bundesstraßen B 28 und B 313 und führt durch Reutlingen das Echaztal hinauf bis Engstingen. Dort zweigt die B 313 ab und die B 312 führt über die Schwäbische Alb nach Zwiefalten, Riedlingen an der Donau und von dort weiter über Biberach an der Riß und Ochsenhausen bis zur Anschlussstelle Berkheim der Bundesautobahn 7 bei Memmingen, wo sie in die B 300 übergeht.
Mit dem Bau des Abschnitts Reutlingen–Riedlingen als Staatsstraße Nr. 72 wurde schon Anfang des 19. Jahrhunderts begonnen. Seit 1811 arbeitete das Oberamt Reutlingen am Ausbau dieser Straße. Mit einem Aufwand von fast 40.000 Gulden (fl.) baute es insbesondere im Jahr 1820 den auf die Alb führenden Honauer Albaufstieg aus, sodass dieser nun auch von den schwersten Fuhrwerken ganz bequem befahren werden konnte.
Langfristig ist geplant, die Bundesstraße 312 über eine sogenannte Filderauffahrt vom Stuttgarter Flughafen bis zur B 10 bei Stuttgart-Hedelfingen weiterzuführen.
Ursprünglich war auch das Teilstück der B 14 zwischen der B 10 am Kraftwerk Gaisburg und Waiblingen als B 312 geplant. Diese Pläne wurden jedoch Ende 1991 – ein Jahr vor Eröffnung dieses Abschnitts – geändert, und das Teilstück wurde umgewidmet.
Außerdem ist weiterhin der Ausbau der B 312 in Oberschwaben zwischen Berkheim und Biberach mit den Ortsumgehungen Edenbachen, Erlenmoos, Ochsenhausen und Ringschnait geplant. Interessanterweise wird die Planung des gesamten Abschnitts durch den Landkreis Biberach, die Städte Biberach und Ochsenhausen sowie die IHK Ulm vorfinanziert, da der Bund und das Land Baden-Württemberg derzeit aufgrund anderer Prioritäten keine Mittel dafür bereitstellen. Die Vertragspartner dieser Vorfinanzierung wollen auf diese Weise einen möglichst zeitnahen Start der Bauarbeiten erreichen.
Im Abschnitt Metzingen–Engstingen wurde im Dezember 2003 die Ortsumfahrung Pfullingen mit dem 1.180 m langen Ursulabergtunnel freigegeben. Von 2009 bis 2017 wurde die Ortsumfahrung Reutlingen mit dem 1.910 m langen Scheibengipfeltunnel gebaut, der am 27. Oktober 2017 eröffnete. Im Bereich Lichtenstein wird eine Ortsumgehung mit gleichzeitigem Neubau des Albaufstiegs bei Honau diskutiert, die bereits im vordringlichen Bedarf des aktuellen Bundesverkehrswegeplans zu finden ist.
Der Streckenverlauf der ehemals geplanten A 88 verlief in weiten Teilen identisch mit der B 312.